# Министерство обороны Италии
Министерство обороны Италии несет ответственность за управление военной и гражданской обороной и создание иерархии и дисциплины в армии.

## Иерархия
- Начальник штаба обороны
- Начальник штаба итальянской армии
- Начальник штаба Военно-Морского Флота
- Начальник штаба ВВС
- Главнокомандующий карабинеров

## Министры
- Список военных министров Королевства Италия (1861—1947)
- Список военно-морских министров Королевства Италия[итал.] (1861—1947)
- Список министров авиации Королевства Италия (1929—1947)
- Список министров обороны Итальянской Республики (с 1947)